# Слюсарєв Сидір Васильович
Си́дір Васи́льович Слю́сарєв (рос. Сидор Васильевич Слюсарев; 14 травня 1906 — 11 грудня 1981) — радянський воєначальник, генерал-лейтенант авіації (1946). Герой Радянського Союзу (1939).

## Життєпис
Народився у місті Тифліс (нині — Тбілісі, Грузія) в родині робітника. Росіянин. Закінчив духовне училище. Працював помічником майстра механічно-артилерійського заводу.
У лавах РСЧА з червня 1928 року, доброволець. Член ВКП(б) з 1929 року. У 1929 році закінчив Ленінградську військово-теоретичну школу ВПС РСЧА, у 1930 році — 1-шу Качинську військову школу льотчиків імені О. Ф. М'ясникова, залишений при школі льотчиком-інструктором.
З лютого 1933 року — командир корабля 73-ї авіаційної ескадрильї 14-ї авіаційної бригади Морських сил Балтійського моря (Єдрово). З березня 1934 року — командир корабля 116-ї авіаескадрильї ВПС Забайкальської групи військ Окремої Червонопрапорної Далекосхідної армії (Нерчинськ). З січня 1937 року — командир корабля, льотчик-інструктор з техніки пілотування, згодом — командир 57-ї крейсерської авіаескадрильї Забайкальського військового округу, з березня 1938 року — командир ескадрильї 2-ї авіаційної бригади в Нерчинську.
З травня 1938 по березень 1939 року брав участь у бойових діях у Китаї. Як командир ескадрильї швидкісних бомбардувальників здійснив 12 бойових вильотів, брав участь у знищенні 70 кораблів і до 30 літаків супротивника.
Після повернення до СРСР отримав позачергове звання полковника й у травні 1939 року призначений заступником командувача 2-ї авіаційної армії особливого призначення (Воронеж). З грудня 1939 року навчався на Курсах вищого командного складу при Військовій академії Генерального штабу РСЧА.
З січня 1940 року брав участь в радянсько-фінській війні 1939—1940 років, як командувач ВПС 8-ї армії. З травня 1940 року — заступник командувача ВПС Ленінградського військового округу. З липня 1940 року — командир 4-ї авіаційної дивізії того ж округу, брав участь в окупації країн Балтії влітку 1940 року. З серпня 1940 року — заступник командувача ВПС Київського особливого військового округу.
З початком німецько-радянської війни — заступник командувача ВПС Південно-Західного фронту, з жовтня 1941 року — командир 142-ї авіаційної дивізії ППО Південно-Східного фронту ППО, яка здійснювала повітняне прикриття міста Горький.
З березня 1943 року — командир 5-го змішаного авіаційного корпусу у складі ВПС Московського і Степового військових округів, з липня 1943 року — в 2-й повітряній армії Воронезького фронту. З липня 1943 року — заступник командувача 4-ї повітряної армії, з квітня 1944 року — заступник командувача 2-ї повітряної армії. З серпня 1944 року — командир 1-го змішаного авіаційного корпусу, переіменованого у вересні 1944 року в 2-й гвардійський штурмовий авіаційний корпус 2-ї повітряної армії 1-го Українського фронту.
Після закінчення війни продовжив військову службу: командир 2-го гвардійського штурмового авіаційного корпусу, з січня 1946 року — командир 7-го бомбардувального авіаційного корпусу у складі 1-ї повітряної армії Далекосхідного військового округу. З жовтня 1947 року — командувач 12-ї повітряної армії (згодом переіменована у 45-ту повітряну армію). Протягом лютого — грудня 1950 року перебував у службовому відрядженні в Китаї, де обіймав посаду заступника командувача угруповання радянських військ ППО у Шанхаї з авіації. Угруповання здійснювало повітряне прикриття від налетів гоміньданівської авіації Шанхайського промислового району і одночасно готувало кадри для ВПС і ППО КНР. Льотчиками під керівництвом генерала С. В. Слюсарєва було збито 6 літаків супротивника.
У 1952 році закінчив Вищу військову академію імені К. Є. Ворошилова. З серпня 1952 року перебував у розпорядженні Головнокомандувача ВПС СРСР, а з квітня 1953 року знов відряджений до Китаю: заступник командира і командир 64-го винищувального авіаційного корпусу. Частини корпусу з території КНР здійснювали прикриття об'єктів Північної Кореї від налетів авіації США та її союзників в ході Корейської війни. Після укладення перемир'я і виведення корпусу на Далекий Схід, продовжив ним командувати.
З травня 1955 року — командувач 4-ї окремої Уральської армії ППО (Свердловськ) і, одночасно, заступник командувача військами Уральського військового округу з військ ППО.
З серпня 1957 року — начальник командного факультету Червонопрапорної Військово-повітряної академії. У вересні 1964 року генерал-лейтенант авіації С. В. Слюсарєв вийшов у запас.
Мешкав у Москві, де й помер. Похований на Гарнізонному кладовищі у селищі Моніно Московської області.

## Нагороди
Указом Президії Верховної Ради СРСР від 22 лютого 1939 року «за зразкове виконання завдань уряду по зміцненню оборонної моці Радянського Союзу та виявлений при цьому героїзм» капітану Слюсарєву Сидору Васильовичу присвоєне звання Героя Радянського Союзу з врученням ордена Леніна. Після введення особливого знаку відзнаки — медалі «Золота Зірка» у 1940 році отримав нагороду за № 125.
Нагороджений трьома орденами Леніна (22.02.1939; 29.05.1945; 03.11.1953), чотирма орденами Червоного Прапора (19.05.1940; 20.06.1949; 15.11.1950; 28.09.1953), орденами Суворова 2-го ступеня (25.08.1944), Кутузова 2-го ступеня (16.05.1944), Богдана Хмельницького 2-го ступеня (06.04.1945), Червоної Зірки (03.11.1944) і медалями.